# Marián Zázrivý
Marián Zázrivý (* 1974, Poprad, Československo) je slovenský operní pěvec (tenor), známý především svou finálovou účastí v televizní soutěži Česko Slovensko má talent.

## Účast v soutěži
Do soutěže televizí TV Prima a TV JOJ Česko Slovensko má talent se přihlásil v roce 2010. V castingovém kole zazpíval árii Nessun dorma pocházející z opery Turandot Giacoma Pucciniho, se kterou v britské obdobě této soutěže v prvním kole postoupil její pozdější vítěz Paul Potts. I Zázrivý s touto písní postoupil.
V semifinále předvedl píseň Con té Partiró, v originále od Andrei Bocelliho. I s touto písní se v britské soutěži předvedl Paul Potts a stejně jako on, tak i Zázrivý do finále díky diváckému hlasování prošel, přestože úvod písně se mu nevyvedl.
Ve finále soutěže skončil na 3. místě.